# Lancia Ro
Le Lancia Ro - tipo 264 militaire - fut le premier d’une grande famille de camions lourds du constructeur italien Lancia V.I., lancé en 1933. Il était proposé en deux versions avec des motorisations différentes, essence (BM) ou diesel (NM). Le Moteur Diesel étant dérivé du moteur Junkers à deux cylindres produit par Fiat V.I.. Ce camion, particulièrement robuste, fut le premier en Italie à recevoir une boîte à 4 vitesses avec réducteur. De la version diesel militaire naitront deux versions civiles avec des empattements et longueurs différents.
Les camions militaires étaient équipés soient de roues semi pneumatiques, soit entièrement pneumatiques pour les colonies. Plusieurs versions spéciales furent produites à partir du Lancia Ro : atelier de campagne, camion-citerne, dépanneuse, transport de troupes. Il servit également au transport de pièces d’artillerie et de chars légers.
Le Lancia Ro fut employé pour la première fois en Afrique Orientale, en 1935-36. Les 228 exemplaires qui y furent envoyés donnèrent entière satisfaction à leurs utilisateurs. Ils empruntèrent des routes et des pistes par toutes les températures, et ne rencontrèrent pas de difficulté sur les itinéraires de montagne où il peut gravir des côtes à 25 %. Lors de la « marche sur Addis Abeba », 118 Lancia Ro étaient présents. En Espagne, il fit encore ses preuves sur route. En mai 1938, 900 Lancia Ro prirent part aux grandes manœuvres en Libye, où le modèle fut jugé fiable, d’une conduite facile et nécessitant peu d’entretien. Durant la Seconde Guerre mondiale, il fut utilisé pour le transport d’artillerie et surtout comme tracteur d’artillerie.
De 1934 à 1938, l’armée du Roi d'Italie acquit 4 757 exemplaires dont 3 056 diesel, versions NM et 1 701 essence, version BM, tandis que 429 autres furent vendus sur le marché civil.

## Le contexte historique
La grave crise de 1929 aux États-Unis et ses conséquences en Europe amenèrent l'industrie automobile à rechercher un carburant alternatif à l'essence. Dans les années 1931-1932, le prix de l'essence était à peu près trois fois plus élevé que celui du gazole. Le choix était donc évident pour les industriels : il fallait se convertir au moteur diesel, d'autant que les problèmes de masse étaient résolus grâce à  l'utilisation d'alliages d'aluminium. Pour être rapidement présent sur ce marché, Lancia se tourna vers un moteur allemand développé à l'origine pour l'aviation, pour équiper son premier camion avec un moteur diesel avant de développer son propre moteur.

## Histoire du Lancia Ro NM (militaire)
Au début des années 1930, le Regio Esercito souhaitait remplacer ses camions rescapés de la Grande Guerre et organisa pour cela en 1931 une série d'essais comparatifs sur une demi-douzaine de camions diesel proposés par les différents constructeurs italiens. Le cahier des charges de l'armée italienne en matière de camions lourds avait été édicté en 1925 par l'Ispettorato Tecnico Automobilistico, avec l'entrée en vigueur des "camions unifiés". Il prévoyait notamment une charge utile limitée à 5 tonnes pour permettre le passage sur les ponts provisoires du génie et la possibilité de tracter une remorque de 4 tonnes de charge utile. Les modèles présentés par Fiat V.I. et Lancia Veicoli Speciali, à savoir le Fiat 632 et le Lancia Ro, furent jugés les plus adaptés.
Le Lancia Ro avait été présenté au grand public à l'occasion du 5e Salon de l'Automobile de Milan en avril 1932. Le choix d'une lettre de l'alphabet grec pour désigner le dernier né de la gamme Lancia ne dérogeait pas à une règle désormais établie dans la maison. Le numéro de code usine du véhicule était "264". Il s'agissait du premier camion du constructeur turinois à être propulsé par un moteur diesel. Après une étude détaillée, le fondateur Vincenzo Lancia avait décidé d'acquérir la licence de production du moteur diesel deux temps conçu par l'Allemand Junkers, très innovant pour l'époque, en attendant que son propre moteur diesel soit prêt.
Le Lancia Ro fut mis sur le marché en début d'année 1933 et les premières livraisons furent effectuées au mois d'avril. L'armée avait passé commande dès juillet 1932. Quatre versions étaient initialement proposées, deux civiles et deux militaires dénommées MNS (pour Militare Nafta Semipneumatici) et MNP (pour Militare Nafta Pneumatici). Outre des carrosseries différentes réalisées le plus fréquemment par Viberti, la version militaire se distinguait par un empattement plus court : 3 650 mm contre 4 250 mm sur la version civile normale. Une version civile avec empattement court sera aussi commercialisée.

## Caractéristiques techniques du Lancia Ro NM
Le Lancia Ro NM était la version diesel militaire du Lancia Ro.

### Lancia Ro NM1resérie
- Moteur : Lancia Tipo 89 - 2 cylindres diesel de 3 180 cm3
- Puissance : 64 Ch
- Vitesse maximale : 32 / 45 km/h
- Poids châssis : 3.550 kg
- Charge utile : 6.450 kg
- Autonomie : 300 km
- Consommation : 30 litres/100 km
- Production : 843 exemplaires

### Lancia Ro NM 2de série 1935
- Moteur : Lancia Tipo 98 - 4 cylindres essence de 5 120 cm3
- Puissance : 65 Ch à 1.700 tr/min
- Vitesse maximale : 45 km/h
- Charge utile : 6.400 kg
- Autonomie : 300 km
- Consommation : 32 litres/100 km
- Production : 576 exemplaires

## Le Lancia Ro dans l'armée française
Après la Seconde Guerre mondiale et jusqu'au début des années 1970, l'armée française utilisa un bon nombre de Lancia Ro dans le Sahara pour ravitailler les guarnisons stationnées au Tchad. Le moteur d'origine ayant largement dépassé le million de kilomètres, il a été souvent remplacé par un moteur diesel Deutz cinq cylindres ou Bernard six cylindres.

## Le Lancia Ro Civil
Le camion Lancia Ro civil reprenait les caractéristiques du Ro NM 1re série, avec un moteur diesel bi-cylindres opposés.
La gamme "Ro" s'est déclinée, comme celle du "Jota", en trois séries : Ro - Ro-Ro et 3Ro. Toutes disposaient du châssis Lancia, mais avec des motorisations diverses, essence et diesel. Le Lancia Ro-Ro inaugure le premier moteur diesel entièrement de conception Lancia.

## Le Lancia Ro-Ro
Le Lancia Ro-Ro a été présenté en 1935. Il est construit sur le même châssis que celui du Lancia Ro mais il inaugure le premier moteur diesel entièrement conçu par le constructeur italien, le moteur diesel Lancia Tipo 90 à 3 cylindres de 4.771 cm³ de cylindrée développant 95 Ch. 301 exemplaires de ce camion seront fabriqués jusqu'en 1938/39. 
Le Lancia "Ro-Ro" sera remplacé par le "3Ro", le dernier de la série de camions lancés avant la Seconde Guerre mondiale.

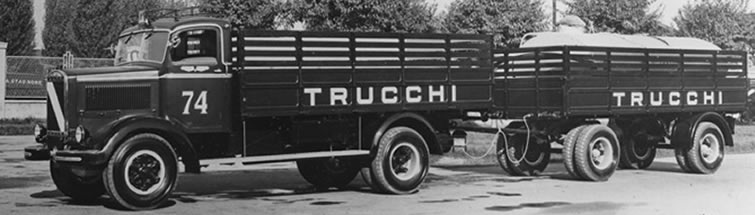
Un Lancia 3Ro civil avec remorque (PTR 28 tonnes)

## Le Lancia 3Ro
Le Lancia 3Ro est sans aucun doute le camion le plus réputé de la marque italienne jamais construit sous la direction de son fondateur Vincenzo Lancia. Bien que mis en fabrication après sa mort, il représente l'aboutissement de son esprit inventif et est un peu son testament technique dans le domaine des véhicules industriels lourds. Le moteur est son œuvre, le fameux 5 cylindres diesel mis au point patiemment sur la dernière série d'autobus Omicron développant 93 Ch à 1.860 tr/min, accouplé à une boîte de vitesses à 4 rapports avec réducteur, un système de freinage avec servofrein plus un circuit hydraulique indépendant de secours, arbre de transmission avec cardans. Ce fameux camion a été produit en version militaire et civile, avec une large combinaison de longueurs d'empattement. Selon le cahier des charges militaires, pour certaines utilisations, un moteur à essence a été installé.
La production du Lancia 3Ro s'est poursuivie pendant toute la durée de la Seconde Guerre mondiale et ne s'est achevée qu'en 1947. En 1941, pour s'affranchir de la rareté des carburants réservés à l'armée, essence et gasoil, une version fonctionnant au méthane a été commercialisée.
Comme l'habitude à cette époque, les véhicules de tous types sont livrables sous forme de véhicule complet mais surtout sous forme de châssis à faire carrosser par des spécialistes du secteur en fonction de l'utilisation. Des carrossiers comme Viberti ou Zagato ont beaucoup travaillé à partir du Lancia Ro et suivants, pour adapter de simples cabines ou une carrosserie d'autobus.
Le Lancia 3Ro, conçu en 1938 sur la base du Ro, se différencie de son prédécesseur, entre autres, par un nouveau moteur 5 cylindres diesel Lancia 102N, et des roues équipées systématiquement de pneus. Sa large benne lui permettait d’accueillir 32 hommes, un char léger ou encore 7 chevaux. Grâce à sa puissance très élevée, le 3Ro fut aussi utilisé comme tracteur d’artillerie, mais également pour tracter des remorques Viberti et Bartoletti adaptées au transport des chars M. 
Le 3Ro fut construit durant toute la guerre : 657 furent livrés en 1939, 2 646 en 1940, 3 162 en 1941, 1 643 en 1942, 1 205 en 1943, 51 en 1944 et 1 en 1945, soit un total de 9 490 véhicules. 

Le Lancia 3Ro sera également fabriqué pour l'armée allemande. Elle en acheta 772 exemplaires entre janvier 1944 et février 1945. Une commande du 5 avril 1944 de 100 exemplaires d'une version particulière sera livrée avec une cabine allemande en bois Einheits.

## Caractéristiques techniques du Lancia 3Ro NM (militaire)
- Moteur : Lancia 102N - 5 cylindres diesel de 6 875 cm3,
- Puissance : 93 ch à 1.860 tr/min,
- Vitesse maximale : 45 km/h,
- Poids : châssis 4.135 kg
- Charge utile : 7.365 kg - PTC : 12 tonnes,
- Autonomie : 450 km
- Consommation : 24 litres/100 km.

Tout comme le Lancia Ro, le 3Ro fut décliné en de nombreuses versions militaires spéciales : atelier de campagne, camion-citerne de 5 000 litres de carburant, camion-citerne d'eau potable avec deux réservoirs de 2 000 litres d’eau chacun. Deux versions équipées de canons virent également le jour sur ce châssis, l’une armée de l’obusier de 100/17, et l’autre du redoutable canon anti-aérien et antichar de 90/53. Tous deux furent utilisés durant la campagne d’Afrique du Nord et, durant la Seconde Guerre mondiale, sur le front russe.

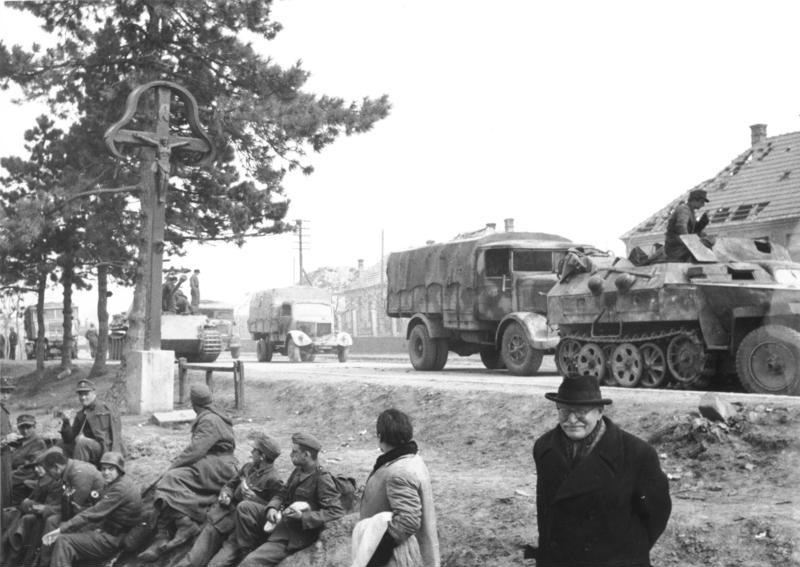
Lancia 3Ro utilisés par la Wehrmacht en Hongrie

En 1945, la production de 3Ro repris pour le marché civil et pour l’armée. Elle ne s’arrêta qu’en 1949, lorsque les derniers châssis d’autobus sortirent des chaînes d’assemblage. La plupart de ces véhicules restera en service jusqu’en 1964.
Le Lancia 3Ro est considéré comme le meilleur camion lourd employé par les armées italienne et allemande durant la Seconde Guerre mondiale.
Le Lancia 3Ro sera proposé avec deux empattements. La version "464" disposait d'un empattement court de 4 300 mm et a été produit à 10 598 exemplaires entre 1938 et 1946. En 1939, Lancia lancera la version "266" à empattement long de 4 850 mm qui sera fabriquée à 611 exemplaires entre 1939 et 1949. En 1941, Lancia lance la version "466" avec empattement long, fonctionnant au gaz dont 142 exemplaires seront produits uniquement durant l'année 1941.

## L'autobus Lancia 3Ro
Comme d'habitude à cette époque, les constructeurs réalisent des versions spéciales des châssis de camions adaptées pour les autobus. Lancia a proposé, à partir de 1939, deux variantes du châssis pour autobus : le "266P" avec empattement standard plutôt destiné aux autobus urbains, et le "466PL" avec empattement long plutôt destiné aux autocars de ligne. 
Plusieurs grands spécialistes du secteur ont utilisé le Lancia 3Ro pour y monter des carrosseries d'autobus urbains et autocars comme Barbi, Menarini ou Viberti.